# Nassella pungens
Nassella pungens är en gräsart som beskrevs av Étienne-Émile Desvaux. Nassella pungens ingår i släktet nassellor, och familjen gräs. Inga underarter finns listade i Catalogue of Life.